# Château-l'Hermitage
 Château-l'Hermitage  es una población y comuna francesa, situada en la región de Países del Loira, departamento de Sarthe, en el distrito de La Flèche y cantón de Pontvallain.

## Demografía
| 91 | 77 | 66 | 102 | 106 | 118 |
| Para los censos de 1962 a 1999 la población legal corresponde a la población sin duplicidades (Fuente: INSEE [Consultar]) |    |    |     |     |     |